# Mitromorpha salisburyi
Mitromorpha salisburyi is een slakkensoort uit de familie van de Mitromorphidae. De wetenschappelijke naam van de soort is voor het eerst geldig gepubliceerd in 1978 door Cernohorsky.